# Gorno-Altaisk
Gorno-Altaisk (russisch Горно-Алтайск Ausspracheⓘ, altaisch Туулу Алтай) ist die Hauptstadt der autonomen Republik Altai im asiatischen Teil Russlands. Die Stadt hat 56.933 Einwohner (Stand 14. Oktober 2010).

## Geografie
Die Stadt liegt im südlichen Westsibirien am Rande des Hochgebirges Altai etwa 200 Kilometer südöstlich der Großstadt Barnaul. Dies ist etwa die halbe Strecke zwischen der sibirischen Metropole Nowosibirsk und der Grenze zur Mongolei. Sie erstreckt sich im Tal der Maima, einem rechten Nebenfluss des Katun unweit der Mündung. Das Klima der Region ist kontinental.
Gorno-Altaisk ist die einzige Stadt der Republik Altai; hier lebt etwa ein Viertel der Einwohner der dünn besiedelten Republik. Die Stadt ist vom Territorium des Rajons Maima umgeben, bildet jedoch einen eigenen, rajonfreien Stadtkreis.
Die Stadt hat keinen Eisenbahnanschluss, eine Verbindung zum 100 km entfernten Bijsk befindet sich jedoch im Projektstadium (2007). Einige Kilometer nordwestlich, nahe der mit Gorno-Altaisk praktisch zusammengewachsenen Siedlung Maima, befindet sich der für nationale Verbindungen genutzte Flughafen Gorno-Altaisk. Durch Maima führt auch die Fernstraße R256 (der Tschujatrakt), die Sibirien mit dem Hochgebirgsteil des Altai und der westlichen Mongolei verbindet.

## Geschichte
Um 1830 existierte an Stelle des heutigen Gorno-Altaisk, bei der Einmündung des Baches Ulala (heute in der russischen Form Ulaluschka) in die Maima eine kleine altaiische Siedlung. Mit dem Zustrom russischer Umsiedler entstand im Verlaufe des 19. Jahrhunderts das bedeutende, gleichnamige Dorf Ulala.
1922 wurde Ulala Verwaltungszentrum der Oirotischen Autonomen Oblast (Oiroten – veraltete Bezeichnung des Volkes der Altaier) und erhielt 1928 Stadtrecht. 1932 wurde die Stadt in Oirot-Tura (altaisch Stadt der Oiroten) umbenannt. 1948 erfolgte im Rahmen der „Umbenennung“ der Oiroten in „Altaier“ eine weitere Umbenennung der Stadt zu ihrem heutigen Namen (russisch für Berg-Altai(-Stadt); zugleich wurde das Autonome Gebiet in Autonome Oblast Berg-Altai bzw. Gorno-Altaisker Autonome Oblast, Горно-Алтайская автономная область, umbenannt).

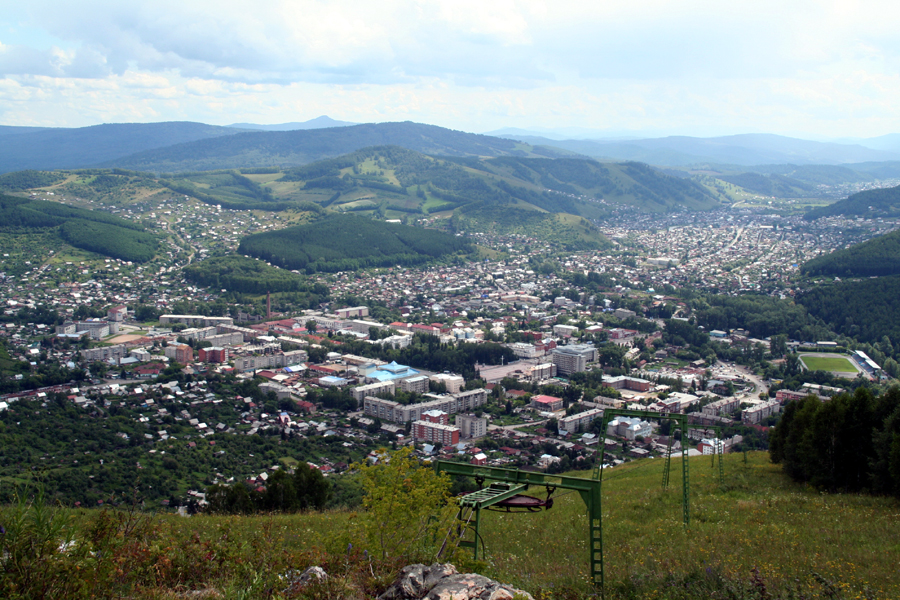
Gorno-Altaisk (August 2006)

### Bevölkerungsentwicklung
| Jahr | Einwohner |
| ---- | --------- |
| 1926 | 5.691     |
| 1939 | 24.045    |
| 1959 | 27.534    |
| 1970 | 34.413    |
| 1979 | 40.296    |
| 1989 | 46.436    |
| 2002 | 53.538    |
| 2010 | 56.933    |
| 2021 | 65.342    |

Anmerkung: Volkszählungsdaten

## Kultur, Bildung und Sehenswürdigkeiten
In Gorno-Altaisk befindet sich die Gorno-Altaisker Staatliche Universität (Горно-Алтайский государственный университет), die 1993 aus einem 1949 gegründeten Pädagogischen Institut entstand und momentan von 5500 Studenten besucht wird. Unter anderem hat die Universität ein Forschungsinstitut für Geschichte, Altaiische Sprache und Literatur (НИИ истории, алтайского языка и литературы).
Gorno-Altaisk besitzt ein Theater sowie das 1918 gegründete, heute nach dem Ethnographen, Musikwissenschaftler und Komponisten Andrei Anochin (1867–1931) benannte Republikanische Heimatmuseum.

## Wirtschaft
Neben kleineren Betrieben des Maschinen- und Elektrogerätebaus gibt es in Gorno-Altaisk nur Leicht- und Lebensmittelindustrie. Die Stadt ist in erster Linie Handels-, Verwaltungs- und Kulturzentrum der Republik.
Sie gehört zu den Städten mit den geringsten ökologischen Problemen in Sibirien und ist nicht zuletzt deshalb Zentrum der touristischen Erschließung des Altai.

## Söhne und Töchter der Stadt
- Jewdokija Mekschilo (1931–2013), Skilangläuferin
- Sergei Woronin (1946–1997), russischer Zahlentheoretiker
- Alexander Berdnikow (* 1953), russischer Politiker und von 2006 bis 2019 Präsident der Republik Altai
- Sergej Mikajeljan (* 1992), armenischer Skilangläufer